# Scoliidae
Scoliidae, сколиидне осе, су породица од око 560 врста које се налазе широм света. Они су обично црни, често означени жутом или наранџастом бојом, а врхови њихових крила су изразито валовити. Мужјаци су виткији и издуженији од женки, са знатно дужим антенама, али полни диморфизам није тако очигледан као код  Tiphiidae.

## Биологија
Сколиидне осе су усамљени паразити ларви скарабеја. Женке  заривају се у земљу у потрази за овим ларвама, а затим користе свој убод да их паралишу. Понекад ће ископати комору и преместити парализовану ларву бубе у њу пре него што одложе јаје. Сколиидне осе делују као важни агенси за биоконтролу, јер су многе бубе на којима паразитирају штеточине, укључујући јапанску бубу. Мужјаци патролирају територијама, спремни да се паре са женкама које излазе из земље. Одрасле осе могу бити мањи опрашивачи неких биљака и могу се наћи на многим дивљим цвећем у касно лето. 
Scoliidae такође има најмање једну врсту за коју се зна да учествује у псеудокопулацији са орхидејом. Цветови орхидеје  Bipinnula penicillata у суптропској Јужној Америци подсећају на женке  Pygodasis bistrimaculata, преваре мушке осе да покушају да се паре и, у том процесу, обезбеде опрашивање. Сколииди укључују неке од највећих оса на свету, као што је Megascolia procer.

## Таксономија
Scoliidae родови су класификовани на следећи начин:

### Подпородица: Proscoliinae
- Proscolia Rasnitsyn 1977[5]

### Подпородица: Scoliinae

#### Племе: Campsomerini
- Aelocampsomeris Bradley 1957
- Aureimeris Betrem, 1972
- Australelis Betrem, 1962
- Campsomeriella Betrem, 1941
- Campsomeris Lepeletier, 1838
- Cathimeris Betrem, 1972
- Charimeris Betrem, 1971
- Colpa Dufour, 1841
- Colpacampsomeris Betrem, 1967
- Crioscolia Bradley, 1951
- Dasyscolia Bradley, 1951
- Dielis Saussure & Sichel, 1864
- Extrameris Betrem, 1972
- Guigliana Betrem, 1967
- Laevicampsomeris Betrem, 1933
- Leomeris Betrem, 1972
- Lissocampsomeris Bradley, 1957
- Megacampsomeris Betrem, 1928
- Megameris Betrem, 1967
- Micromeriella Betrem, 1972
- Peltatimeris Betrem, 1972
- Phalerimeris Betrem, 1967
- Pseudotrielis Betrem, 1928
- Pygodasis Bradley, 1957
- Radumeris Betrem, 1962
- Rhabdotimeris Bradley, 1957
- Sericocampsomeris Betrem, 1941
- Sphenocampsomeris Bradley, 1957
- Stygocampsomeris Bradley, 1957
- Tenebromeris Betrem, 1963
- Trisciloa Gribodo, 1893
- Tristimeris Betrem, 1967
- Tubatimeris Betrem, 1972
- Tureimeris Betrem, 1972
- Xanthocampsomeris Bradley, 1957

#### Племе: Scoliini
- Austroscolia Betrem, 1927
- Carinoscolia Betrem, 1927
- Diliacos Saussure & Sichel, 1864
- Laeviscolia Betrem, 1928
- Liacos Guérin-Méneville, 1838
- Megascolia Betrem, 1928
- Microscolia Betrem, 1928
- Mutilloscolia Bradley, 1959
- Pyrrhoscolia Bradley, 1957
- Scolia Fabricius 1775
- Triscolia de Saussure 1863

## Северноамеричка листа врста
У Северној Америци северно од Мексика постоји око 20 врста. Врсте укључују:
- Campsomeriella annulata (Fabricius 1793)
- Micromeriella marginella (Klug 1810)
- Colpa octomaculata (Say 1823)
- Colpa pollenifera (Viereck 1906)
- Crioscolia alcione (Banks 1917)
- Crioscolia flammicoma (Bradley 1928)
- Dielis dorsata (Fabricius 1787)
- Dielis pilipes (Saussure 1858)
- Dielis plumipes (Drury 1770)
- Dielis tolteca (Saussure 1857)
- Dielis trifasciata (Fabricius 1793)
- Pygodasis ephippium (Say 1837)
- Pygodasis quadrimaculata (Fabricus 1775)
- Scolia bicincta (Fabricius 1775)
- Scolia dubia (Say 1837)
- Scolia guttata (Burmeister 1853)
- Scolia mexicana (Saussure 1858)
- Scolia nobilitata (Fabricius 1805)
- Triscolia ardens (Smith 1855)
- Xanthocampsomeris completa (Rohwer 1927)
- Xanthocampsomeris fulvohirta (Cresson 1865)
- Xanthocampsomeris hesterae (Rohwer 1921)
- Xanthocampsomeris limosa (Burmeister 1853)

## Извори:
1. ↑  Ciotek, Liliana; Giorgis, Pablo; Benitez-Vieyra, Santiago; Cocucci, Andrea A. (2006). „First confirmed case of pseudocopulation in terrestrial orchids of South America: Pollination of Geoblasta pennicillata (Orchidaceae) by Campsomeris bistrimacula (Hymenoptera, Scoliidae)”. Flora - Morphology, Distribution, Functional Ecology of Plants (на језику: енглески). 201 (5): 365—369. doi:10.1016/j.flora.2005.07.012.
2. ↑  Sarrazin, Michaël; Vigneron, Jean Pol; Welch, Victoria; Rassart, Marie (2008-11-05). „Nanomorphology of the blue iridescent wings of a giant tropical wasp Megascolia procer javanensis (Hymenoptera)”. Physical Review E (на језику: енглески). 78 (5): 051902. ISSN 1539-3755. doi:10.1103/PhysRevE.78.051902.
3. ↑  Kim, Jeong-Kyu (2009-03-31). „Taxonomic Review of the Tribe Campsomerini (Scoliinae, Scoliidae, Hymenoptera) in Korea”. Animal Systematics, Evolution and Diversity. 25 (1): 99—106. ISSN 2234-6953. doi:10.5635/kjsz.2009.25.1.099.
4. 1 2  Khouri, Z.; Gillung, J.P.; Kimsey, L.S. (2022-01-27). „The evolutionary history of mammoth wasps (Hymenoptera: Scoliidae)”. dx.doi.org. Приступљено 2022-03-21.
5. ↑  de Jong, Yde, ур. (2013). „Contributions on Fauna Europaea”. doi:10.3897/bdj.coll.9.
6. ↑  Krombein, K. V. (1978). „Biosystematic Studies of Ceylonese Wasps, II: A Monograph of the Scoliidae (Hymenoptera: Scolioidea)”. Smithsonian Contributions to Zoology (283): 1—56. ISSN 0081-0282. doi:10.5479/si.00810282.283.
7. ↑  Nomina Insecta Nearctica : a check list of the insects of North America. Robert W. Poole, Patricia Gentili, Robert E. Lewis, Entomological Information Services. Rockville, MD: Entomological Information Services. 1996—1997. ISBN 1-889002-00-3. OCLC 35184098.